# Cozycozy
 (février 2024).
L'article doit être relu — et modifié si nécessaire — par des contributeurs indépendants pour apporter un regard critique aux contributions effectuées en violation des conditions d'utilisation de Wikipédia, tant sur la forme (notamment concernant le style encyclopédique, la proportionnalité) que sur le fond (la neutralité de point de vue, la qualité et l'indépendance des sources).
(Politique pour les contributions rémunérées | Comprendre le dépubage | En discuter)
Cozycozy est un site internet de comparaison d'hébergements touristiques. Mis en ligne en 2019, la plateforme permet de comparer les prix de tous types d'hébergements.
La recherche est effectuée parmi les offres de plusieurs centaines de sites de réservation d’hébergements en ligne : Airbnb, Booking.com, Abritel, Hotels.com, Gîtes de France,...
Les services sont aussi disponibles sur l’application mobile. Il peut être classé dans la catégorie des comparateurs de prix.

## Historique
Cozycozy a été fondée en 2019 par une équipe de cofondateurs dont Pierre Bonelli qui est à l’origine du moteur de recherche Liligo.com spécialisé dans les produits touristiques. Après rachat de Liligo en 2014, une partie de ses membres ont décidé de se réunir pour fonder cozycozy, incubé au départ à Station F.
Pour accompagner son lancement, la start up a bénéficié d’une levée de fonds de 4 millions d’euros en provenance de fonds d’investissement de premier plan dont Daphni (fonds d'investissement) et de Business Angels tels que Xavier Niel et Thibaud Elzière,.
En janvier 2020, cozycozy lance sa première campagne publicitaire à la télévision.
En juillet 2021, cozycozy s’est déjà lancé dans 25 pays tels que la Russie, le Brésil, le Mexique et les États-Unis.

## Modèle économique
La société se rémunère par un système de commission avec les sites de réservation.